# Biała (dopływ Białej Przemszy)
Biała – potok na Wyżynie Śląskiej w województwie małopolskim i śląskim, największy lewobrzeżny dopływ Białej Przemszy. Źródła Białej znajdują się we wsi Laski w województwie małopolskim.

## Historia
W przeszłości Biała miała swój początek w terenie źródliskowym, w którym dwa główne źródła miały wydajność 3,5 oraz 2,0 dm³/s. Sytuacja uległa zmianie wskutek działalności człowieka. Na tych terenach już w XIII wieku istniał przemysł wydobywczy (srebro i ołów). W XVI wieku wybudowano tu Sztolnię Ponikowską, której zadaniem było odwadnianie odkrywek i odprowadzanie wód kopalnianych do koryta rzeki na wysokości wsi Laski. Stopniowo wypompowywanych wód było coraz więcej, co zwiększało przepływy w rzece. W efekcie wody występowały z koryta, tworząc mokradła i rozlewiska. W 1975 r. nastąpił zanik źródeł potoku Białej i jej dopływów na odcinku od wsi Laski. Niewielkie ilości wody ze spływu powierzchniowego pojawiają się jedynie po bardzo intensywnych opadach i wiosennych roztopach. Przez dolinę potoku Białej płyną więc głównie wody doprowadzane kanałem Dąbrówka, do których dołączają niewielkie ilości wód z bocznych dopływów, głównie w postaci szeregu wysięków po lewej stronie jego koryta.
W 2021 roku po zakończeniu działalności ZGH Bolesław, ostatniego zakładu górniczego w rejonie olkuskim który zasilał wodami pompowanymi z kopalni rzekę, wyraźnie zmniejszyła się wielkość przepływów w Białej. W pierwszej połowie 2024 roku woda znowu pojawiła się w korycie Białej w Laskach, natomiast latem tego samego roku woda pojawiła się w źródłach poniżej mostu w Kuźniczce Nowej.